# St. Peter und Paul (Ellerbach)

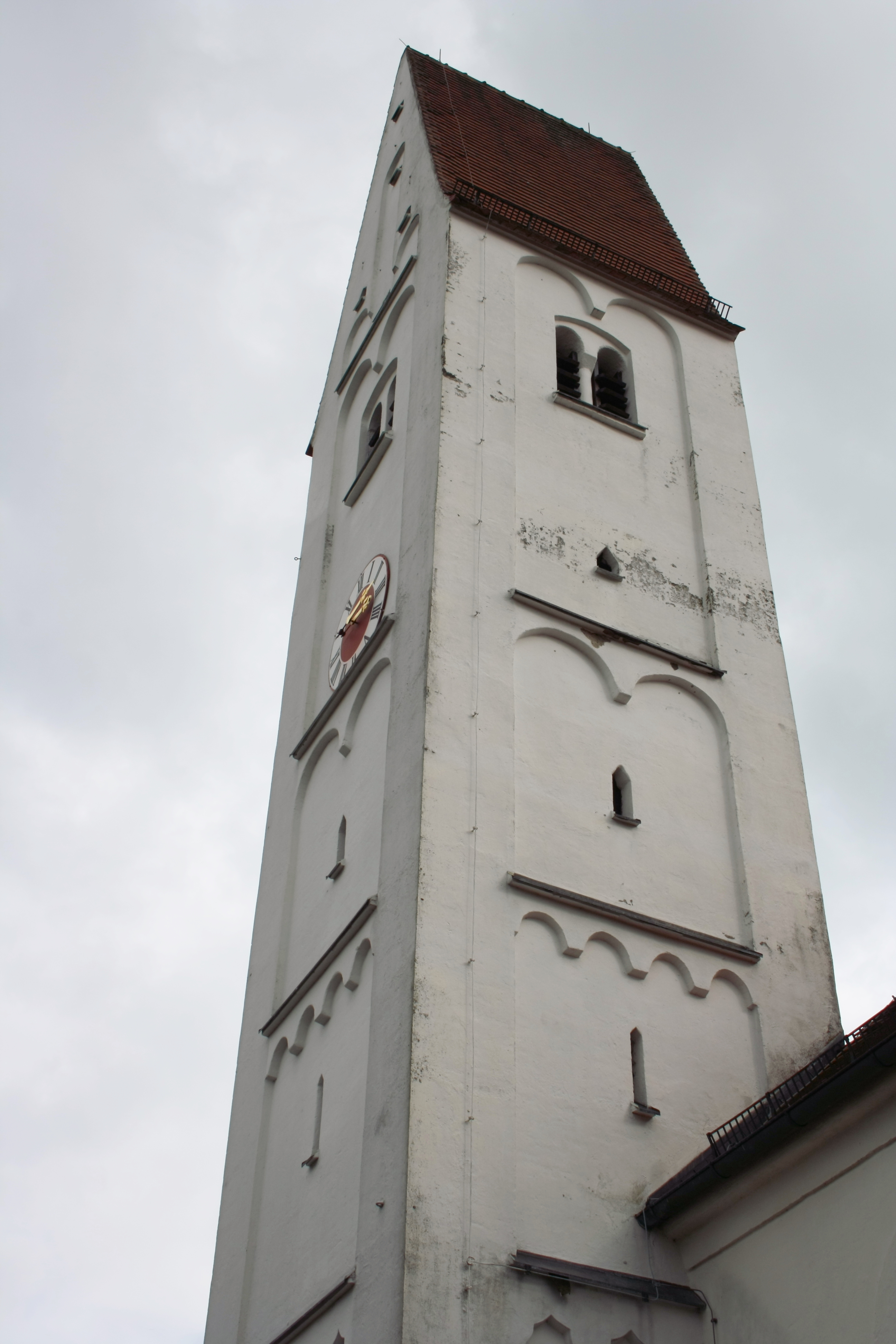
Turm von St. Peter und Paul in Ellerbach

Die katholische Pfarrkirche St. Peter und Paul in Ellerbach, einem Ortsteil der Gemeinde Holzheim im Landkreis Dillingen an der Donau im  bayerischen Regierungsbezirk Schwaben, wurde in der Mitte des 19. Jahrhunderts an der Stelle einer gotischen Vorgängerkirche errichtet. Der Turm stammt noch aus dem 14./15. Jahrhundert. Die Kirche ist den Aposteln Petrus und Paulus geweiht.

## Geschichte
Ellerbach ist eine alte Pfarrei, die 1333 erstmals erwähnt ist. Seit dem 16. Jahrhundert war das Kloster Fultenbach alleiniger Grundherr im Ort und hatte vermutlich auch das Kirchenpatronat inne. 1860 wurden Chor, Kirche und Sakristei neu gebaut. Von der gotischen Vorgängerkirche ist nur der Turm erhalten geblieben. Bei der Innenrenovierung im Jahr 1911 wurden die Bleiglasfenster eingebaut und 1963 wurde der Innenraum völlig neu gestaltet.

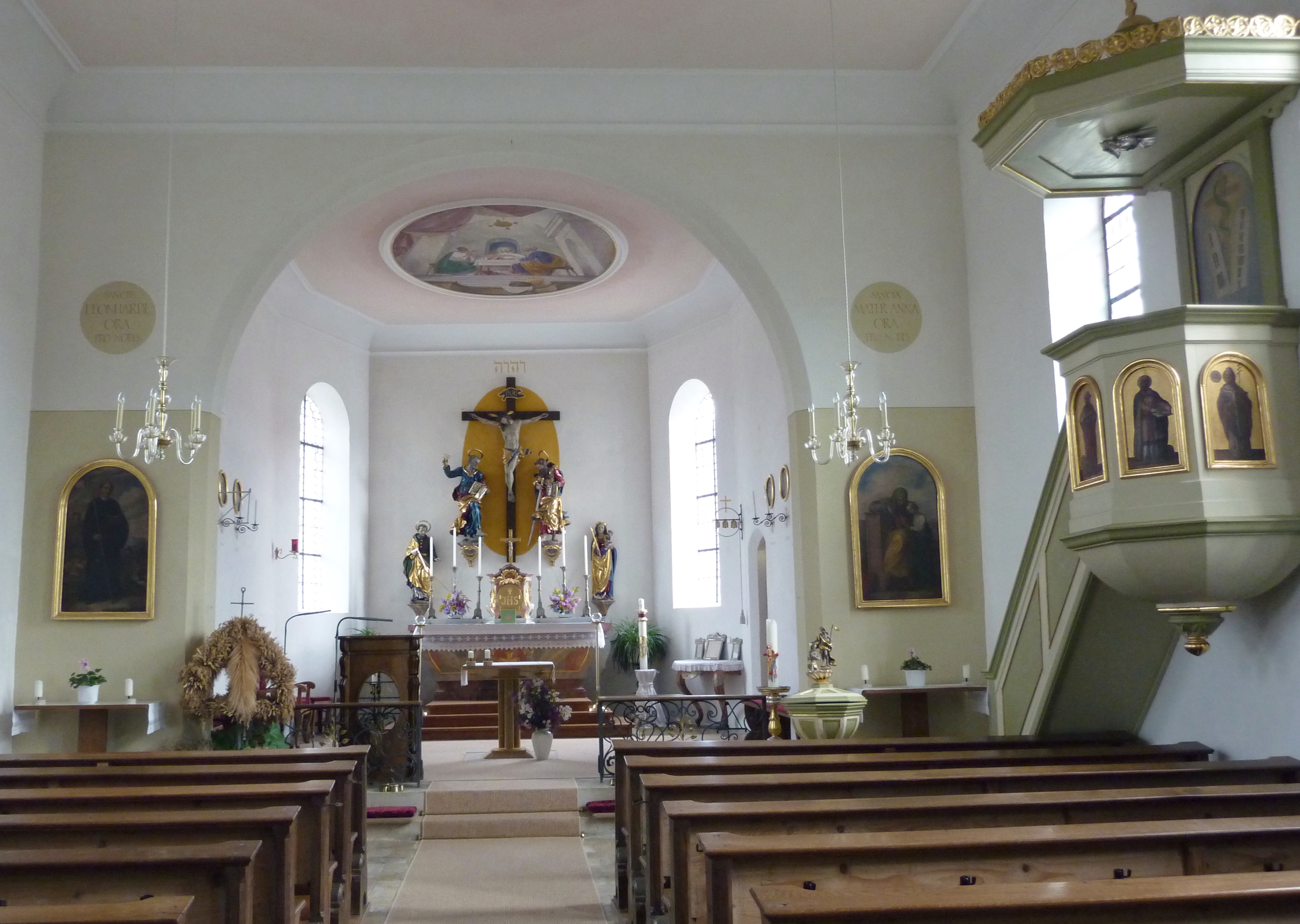
Innenraum mit Blick zum Chor

## Architektur

### Außenbau
Im nördlichen Chorwinkel erhebt sich der sechsgeschossige Turm, der von einem steilen Satteldach gedeckt ist. Die Wände des Turmes werden durch Ecklisenen und Blendfelder mit Rundbögen gegliedert. Die oberste Etage ist von Klangarkaden in Form von rundbogigen Zwillingsfenstern durchbrochen. Der Eingang befindet sich an der Westfassade. Das Vorzeichen wurde 1964 hinzugefügt.
In der Außenmauer ist eine Grabplatte für den Abt des Klosters Fultenbach, Magnus Freiherr von Wellenstein, der 1723 im Alter von 83 Jahren starb, verbaut.

### Innenraum
Das einschiffige Langhaus ist in vier Achsen unterteilt und wird von einer Flachdecke gedeckt. Ein rundbogiger Chorbogen öffnet sich zum eingezogenen, dreiseitig geschlossenen Chor. Die Wände von Chor und Langhaus sind von großen Rundbogenfenstern durchbrochen. Den westlichen Abschluss bildet eine Empore, die auf zwei Holzpfeilern aufliegt.
Die Decken- und Emporenbilder wurden von Karl Manninger ausgeführt.

## Bleiglasfenster
Die Bleiglasfenster wurden 1911 nach Entwürfen von Joseph Peter Bockhorni in der Werkstatt von Hans Bockhorni in München geschaffen. Die Szenen stellen die Kreuzwegstationen dar.

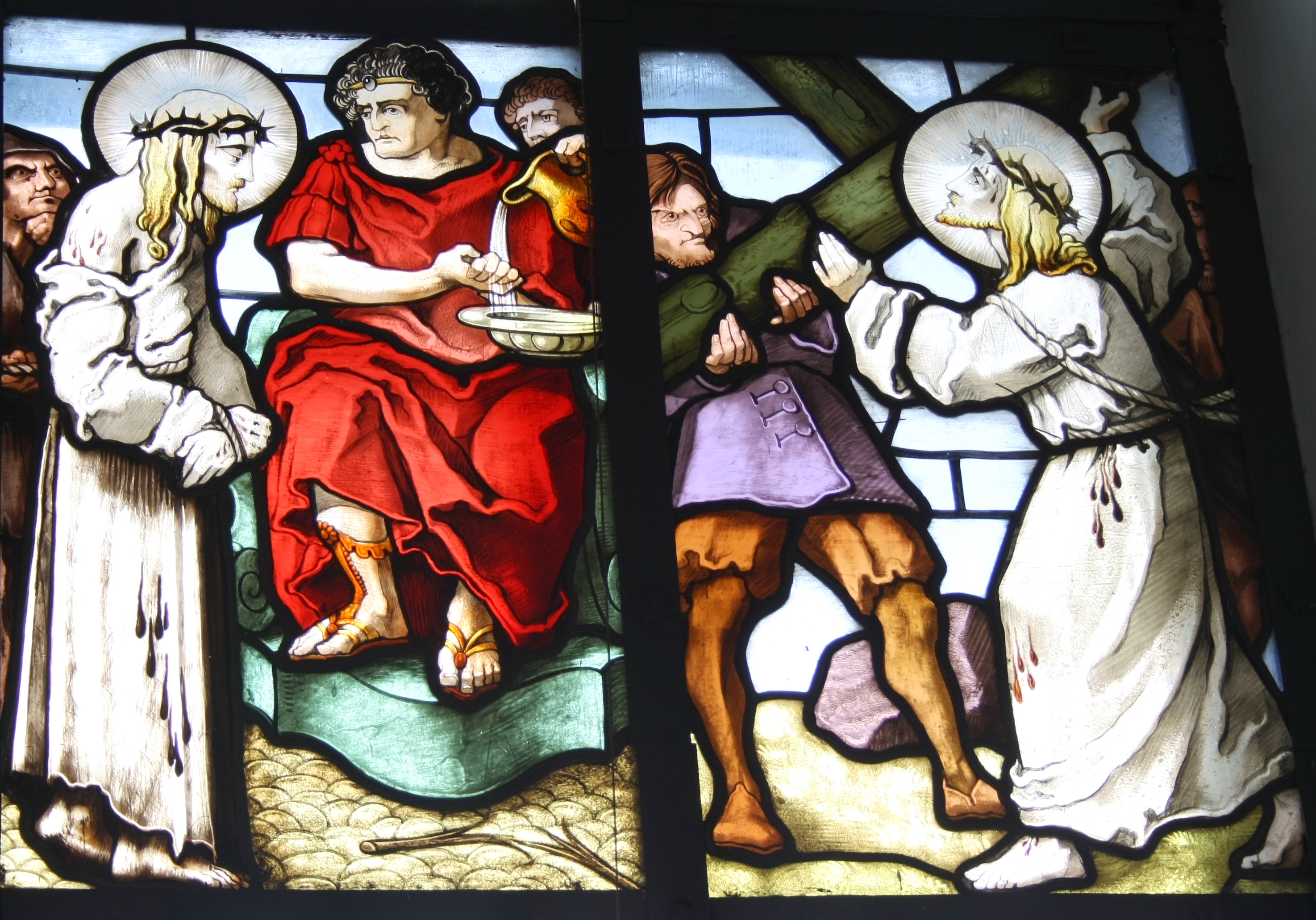
1. und 2. Kreuzwegstation
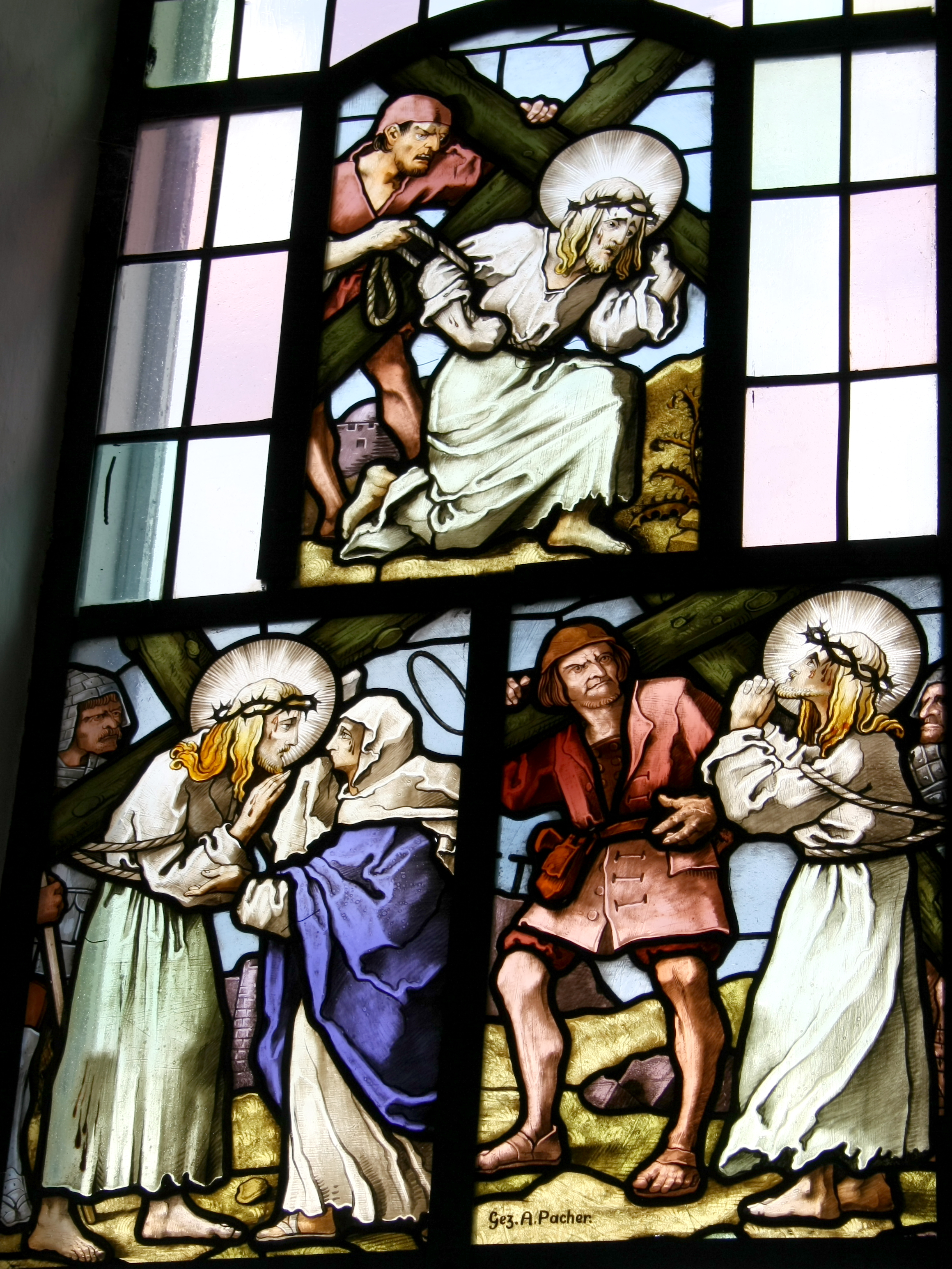
3., 4. und 5. Kreuzwegstation
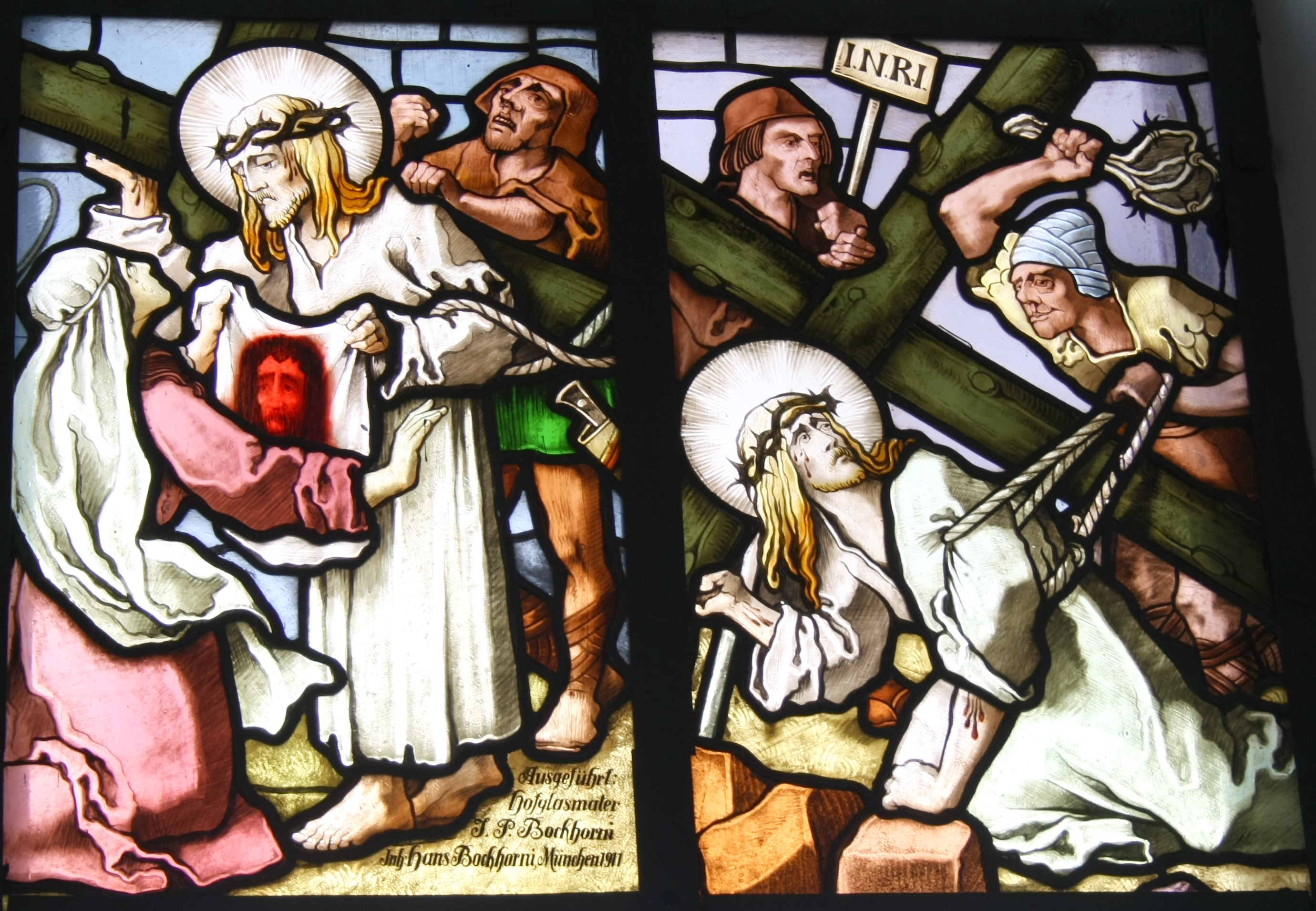
6. und 7. Kreuzwegstation
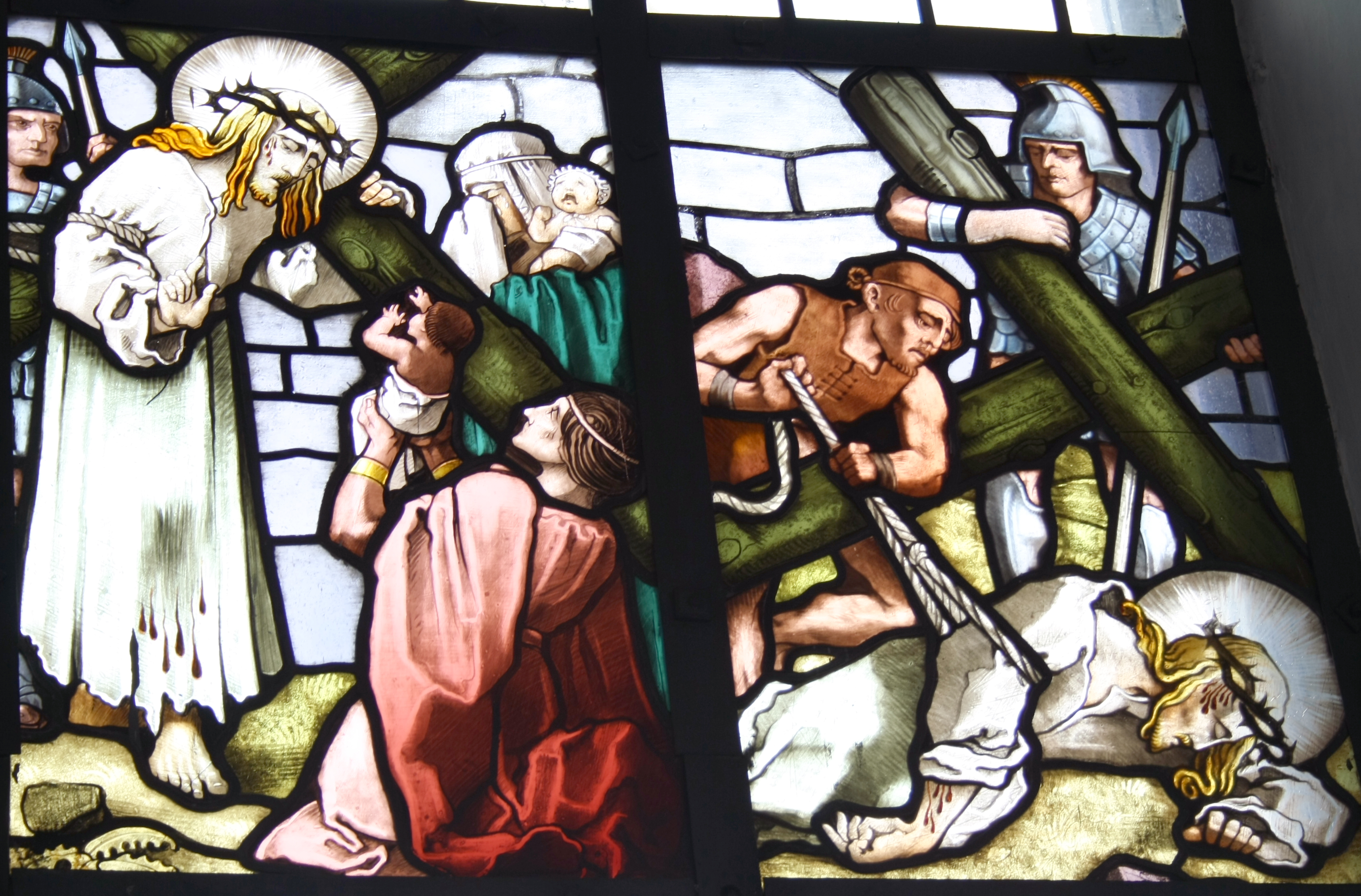
8. und 9. Kreuzwegstation
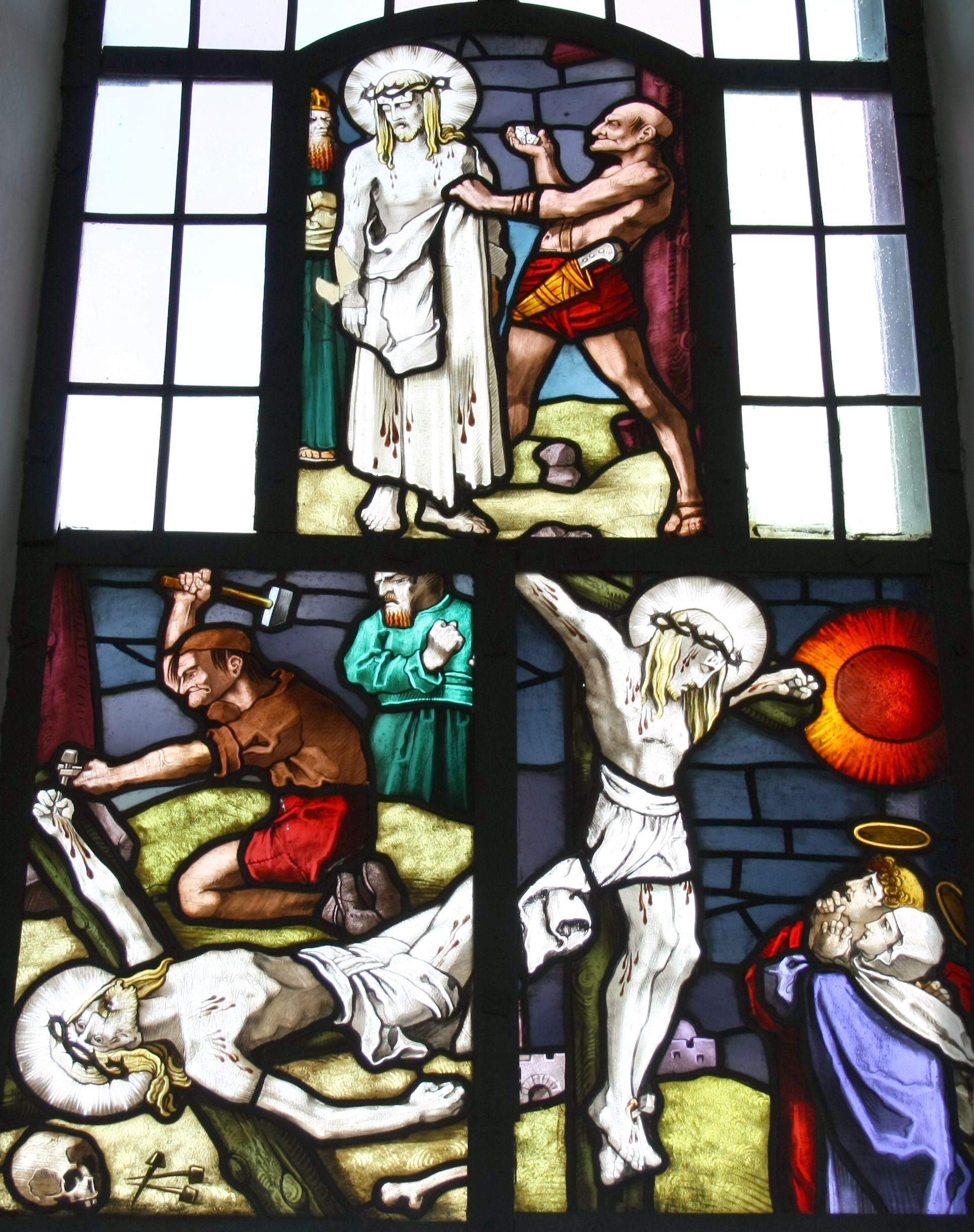
10., 11. und 12. Kreuzwegstation

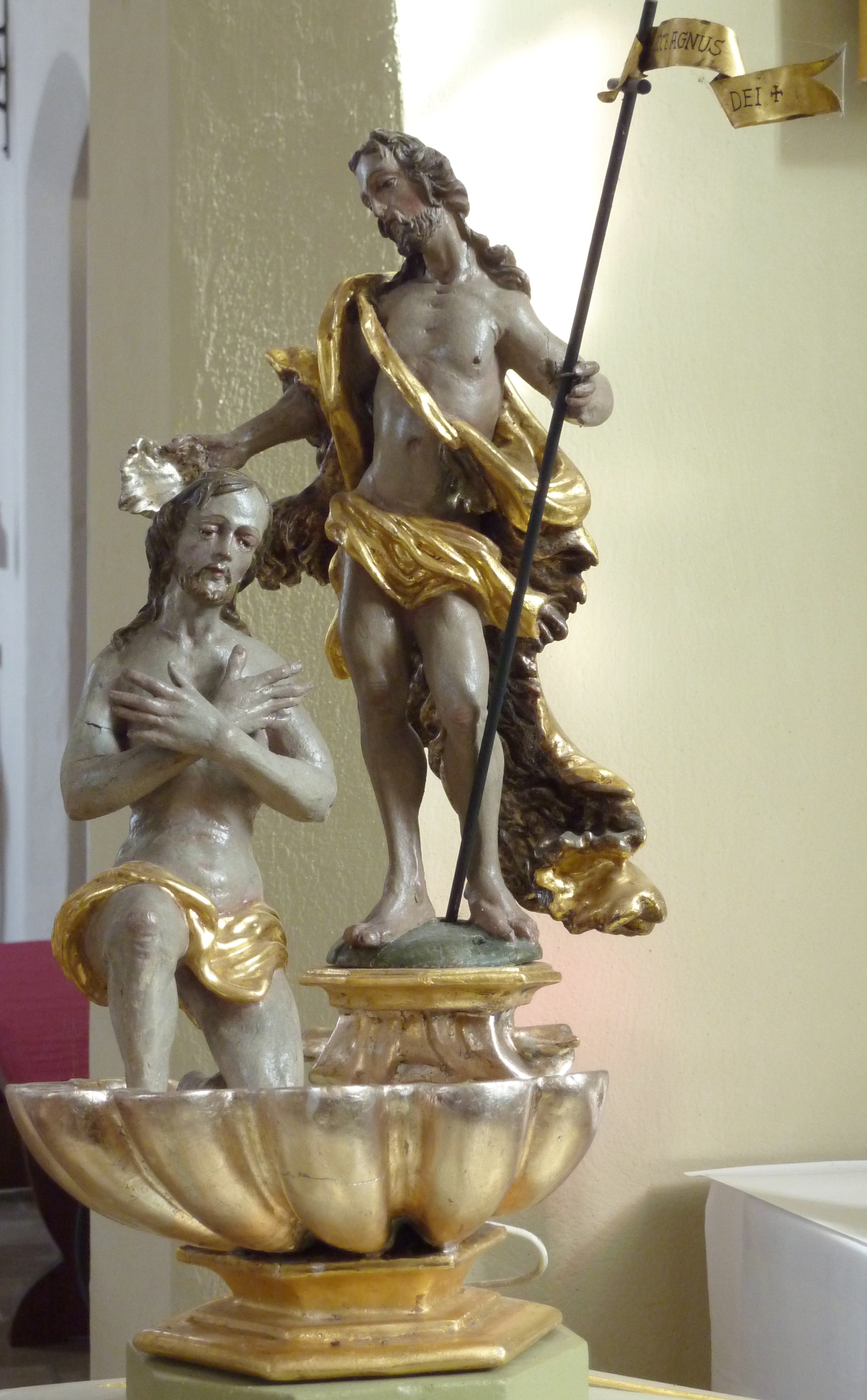
Taufe Christi

## Ausstattung
- Die Skulpturengruppe mit der Darstellung der Taufe Jesu auf dem Deckel des Taufbeckens ist ein Werk aus der zweiten Hälfte des 18. Jahrhunderts.
- Eine Gedenktafel in der Kirche erinnert an die Gefallenen der Napoleonischen Kriege.